# 王巍 (1980年)
王巍（1980年6月—），原籍天津市，生于山东省济南市，中华人民共和国政治人物。

## 生平
原籍天津市，1980年6月，王巍出生在山东省济南市。2003年6月，王巍加入中国共产党。2003年9月，王巍进入中山大学行政管理专业学习。
2008年6月大学毕业后，王巍成为中共广东省委党校（广东行政学院）行政学教研部的一名教师，2012年3月挂职河源市源城区人民政府副区长，2013年6月出任教研部副主任。
2014年6月，王巍调任河源市江东新区管委会党委委员、副主任。
2016年7月，王巍调任中共和平县委副书记、和平县人民政府副县长、代县长（11月正式任县长）。
2019年1月，王巍调任河源市源城区人民政府副区长、代理区长。
2020年6月，王巍调任中共新兴县委书记，7月兼任新兴县人武部党委第一书记。
2022年1月，王巍出任云浮市人民政府副市长。

### 落马
2024年8月16日，王巍涉嫌严重违纪违法，接受广东省纪委监委纪律审查和监察调查。